# 中國學生運動史

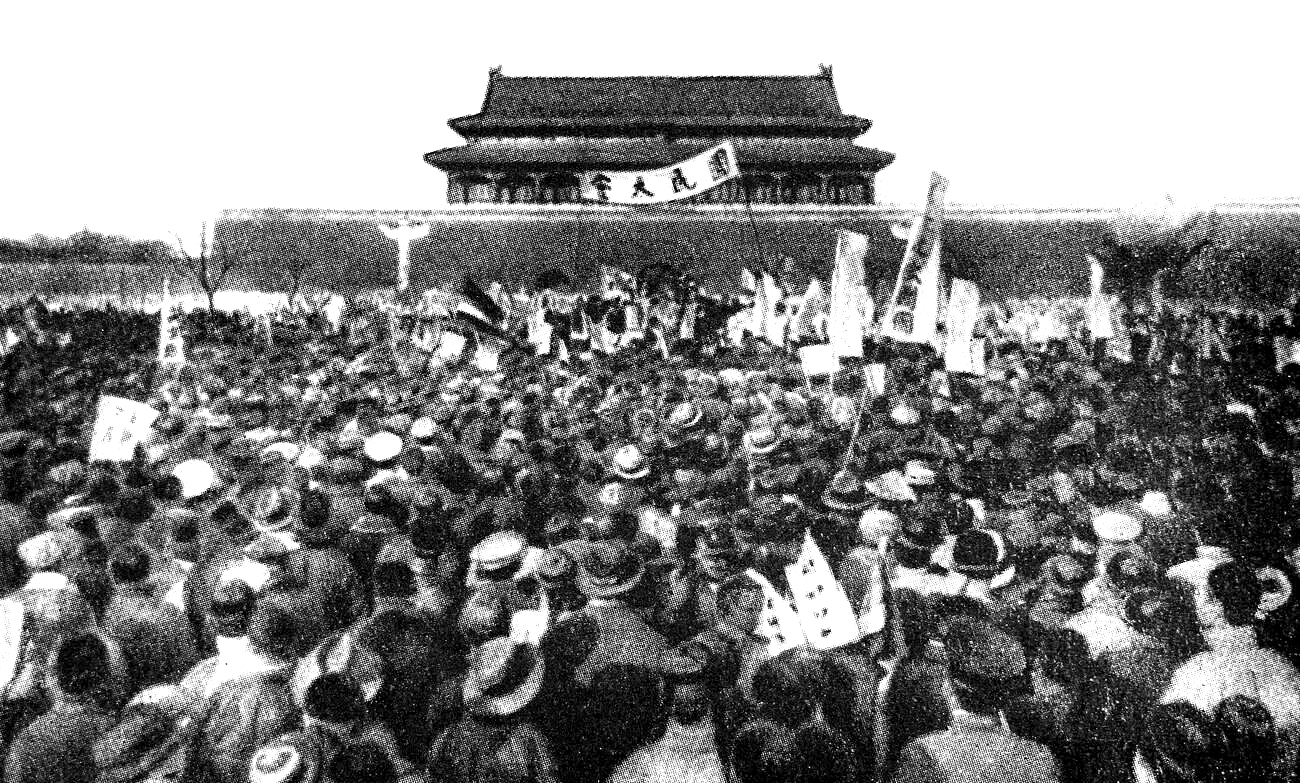
1919年5月4日，天安門廣場聚集北京大學等13家大學逾3000名學生，五四運動開始。

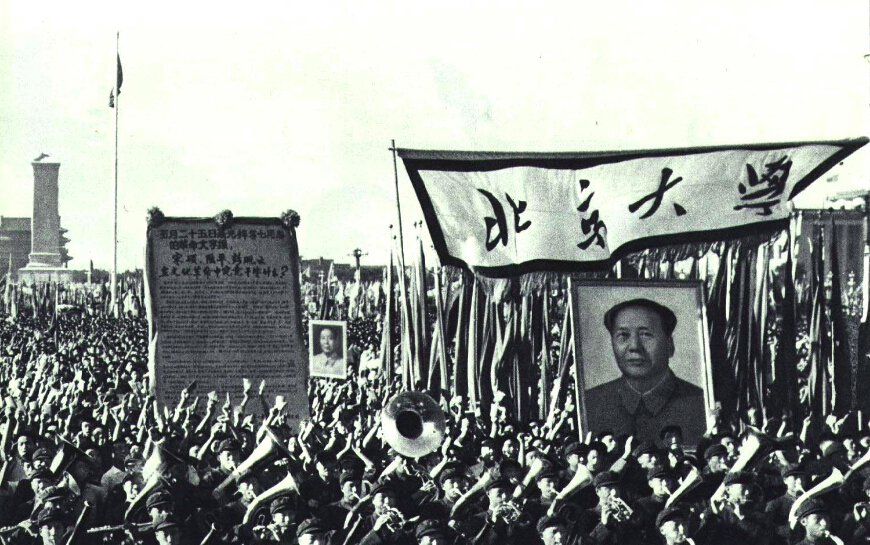
1966年北京天安门广场，北京大學的红卫兵青年遊行。載於《人民画报》。

中國學生運動史，因為學生多是青年，又稱青年運動史（簡稱青運史）以區別於中國工運史和中國婦運史。最早可考是1903年4月，中國留日學生舉辦集會抗議沙俄侵佔東北。民國時期最大規模是五四運動。1949年後持續最長的青年運動是文革時期的紅衛兵，連綿兩年。

## 古代至19世紀
中國古代已有學生帶領、批評或干涉政治的事件。最早記載為公元前542年，即孔子誕生後9年，鄭國人民在鄉校批評政府。當時執政的子產表現虛心的態度，不接受要摧毀學校的建議。漢哀帝元壽二年，即公元前1年，太學生王咸帶領一千多名學生，抗議政府懲處官員棣鮑宣。到漢朝的黨錮之禍，太學生郭泰聯合朝臣及思想界領袖，批評政府和宦官。
宋朝的學生運動更為普遍，太學生陳東先後兩次請求皇帝處死宰相及一些軍事領袖，第二次隨從者達數萬人，雖然他和其他參與者被處死，但朝廷也有改變一些外交和內政政策。後來宋朝仍有五、六次類似的學生運動，更有罷課事件，也有老師鼓勵或支持學生抗議政府的例子。直至明朝的學生運動則捲入政黨鬥爭的漩渦。

## 20世紀初
較早可考的是1903年4月，中國留日學生舉辦集會抗議俄罗斯帝国入侵滿洲，並組織拒俄义勇队回國參軍。事緣俄軍在義和團之亂後佔領大清東三省，雖然簽《交收东三省条约》承諾撤兵，但遲不執行，參與集會的中國留日學生包括黄兴、蔡锷、陈天华等著名晚清革命家。

## 民國時期
民國時期最大型的幾場學運（青運）包括：1910年代新文化运动反對旧礼教，被譽為「思想解放」；1919年五四運動抗議巴黎和會割地；1926年三．一八慘案；1931年九一八學潮（及其高潮珍珠橋慘案）抗議蔣介石在九一八事變不對日本宣戰；1935年中共北京市委領導一二·九運動抗議蔣介石消極應對日本策劃華北特殊化。

## 1949年至文革

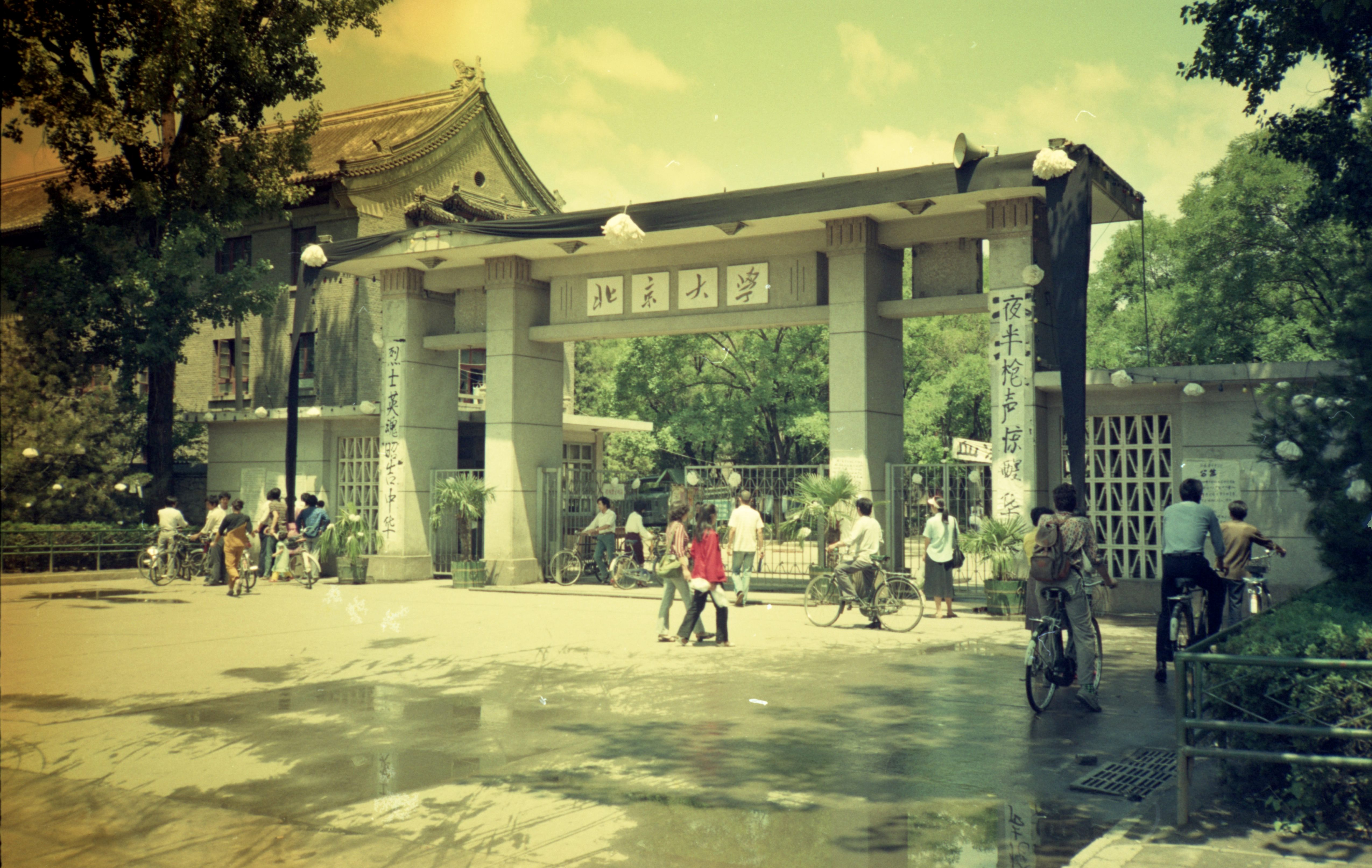
1989年6月7日，八九學運後的北京大學門前貼着大字報

1949-1976年中国学生政治运动进入最频繁阶段，全國人民同时學生也不例外，歷經多場運動者自嘲為老運動員。其中的青年運動，以文革時期紅衛兵為首。「红卫兵运动是中国青运史上一场扭曲的、变态的青年运动，……无论对党和国家，还是对新中国的一代青年，它都是一场浩劫，一场恶梦，一场历史的大悲剧。」红卫兵青年運動形式包括「唱样板戏，跳忠字舞和早请示、晚汇报」等等。老三届是红卫兵的主力，而為了解決老三届红卫兵的畢業出路，於1967年前後，動員了知青下乡運動。

## 文革後

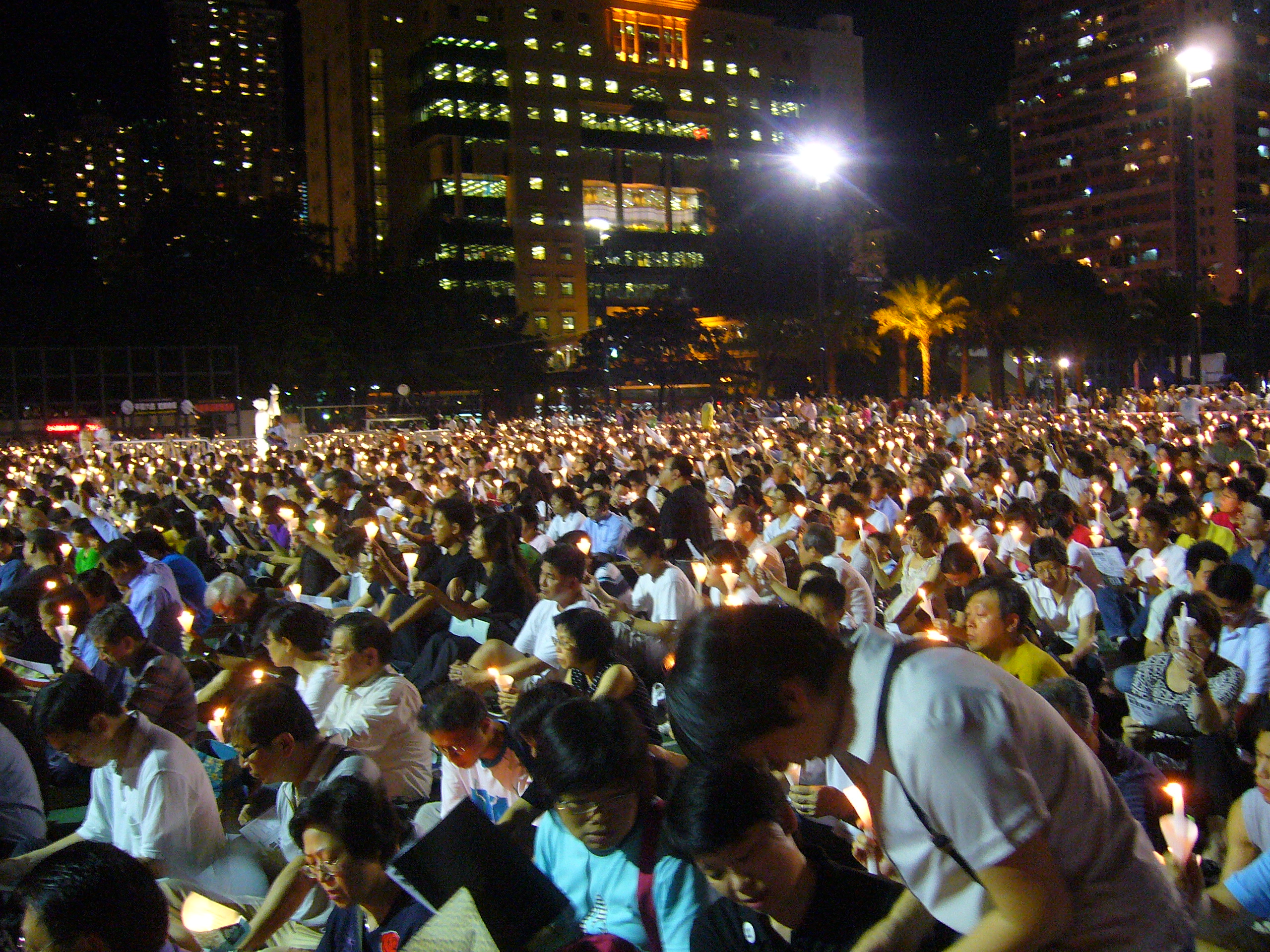
2008年香港維園燭光晚會，哀悼當年汶川地震遇難學生同胞和八九學運學生同胞。極多香港學生、青年參與。

在文革經歷知青下鄉和紅衛兵的青年，萌起80年代文化热思潮。文化热的高峰由1988年6月央視紀錄片《河殤》掀起，至少兩億大陸觀眾收看，全國報刊收到大量學生讀者來信感言。1988年《河殤》繼承了1910年代新文化運動的脈落，闡析了中共改革派系對於改革開放遇陷入經濟困局的解讀——困局源於中國文化有太多傳統包袱。《河殤》對80年代的學生運動有承先啟後的意義，串連了1981年內蒙古學運、八六学潮和八九學運。其他瑣碎的學潮見中华人民共和国学生运动与中华民国大陆时期学生运动。

## 引用文獻
1. ↑  2019年香港中央圖書館五四運動百周年記念展對此的照片說明，參見1919-05-04 May Fourth Movement the 100th year April 2019 SSG 17.jpg
2. 1 2  张惠芝. . 《河北师院学报：社科版》. 1997, (1): 44-51.
3. 1 2  范明强. . 《哈尔滨市委党校学报》. 2000, (3). 作者范明强（1964—），四川金堂县人，中国人民大学党史系博士（1997届）。
4. 1 2  周策縱. 五四運動史. 湖南省岳陽: 嶽麓書社. 1999: 14. ISBN 7-80520-750-X.
5. ↑  吳其昌. . 清華學報. 1926-12, 3 (2): 999-1046.
6. ↑  欧阳哲生. . 人民网——轉自环球时报. 2015-05-04  [2020-12-01]. （原始内容存档于2015-10-01）. 作者是北京大学历史学系教授
7. ↑  周月峰. . 《近代史研究》. 2017, (1). 全文轉載於：. 中国社会科学院近代史研究所官网. 2017-08-29  [2020-12-01]. （原始内容存档于2019-01-17）.
8. ↑  石仲泉. . 求是网——轉自中国纪检监察报. 2019-04-25  [2020-12-01]. （原始内容存档于2019-04-25）. 作者是中共中央党史研究室原副主任.
9. ↑  中共中央党史研究室著：《中国共产党历史》第一卷上册，中共党史出版社2002年版。摘編轉載於：. 中共中央党史和文献研究院官网. 2013-01-29  [2020-12-01]. （原始内容存档于2020-12-01）.
10. ↑  . 中国共产党新闻网——轉自人民日报. 1959年5月3日  [2020-11-30]. （原始内容存档于2020-11-30）.
11. ↑  〈全國青年學生抗日救國運動情況簡明統計表〉（1931年9月22日-12月17日），《中華民國史檔案資料匯編》第5輯第1編政治第4冊，中国第二历史档案馆主编，江苏古籍出版社，1994年6月，第150-243頁。ISBN: 9787805195285. 轉引自陳振江; 江沛 (编). . 臺北: 五南文化. 2002: 80頁第82條註釋.
12. ↑  . 中华人民共和国教育部官网——轉自中国人民抗日战争纪念馆网站. 2015-07-30  [2020-11-30]. （原始内容存档于2020-11-30）.
13. ↑  . 中国青年网——轉自北京日报. 2014-11-22  [2020-11-30]. （原始内容存档于2020-11-30）.
14. ↑  黎劲风. . 《民间历史》 (香港中文大学中国研究服务中心). 2015年7月  [2020-11-29]. （原始内容存档于2016-08-05）.
15. ↑  李世华. . 紐約時報中文網. 2016年5月25日  [2020-11-29]. （原始内容存档于2018-02-10）.
16. ↑  林小仲. . 搜狐文化. 2016-01-07  [2020-11-29]. （原始内容存档于2020-11-29）. 老三届是文化大革命时期红卫兵的主力人群
17. ↑  邱新睦. . 《当代中国研究》. 2003, (4)  [2020-12-09]. （原始内容存档于2020-07-17）. 关于“知识青年上山下乡运动”一词，多位学者认为，“知识青年上山下乡”从1967年后才成为“运动”，笔者完全同意。本文中仅为叙述方便，用“知青运动”一词代指50年代至70年代末整个或某一阶段的“知识青年上山下乡”历史事件。
18. ↑  叶辛. . 《社会科学》. 2006, (5). 1968年10月14日，中共中央正式发出《关于大、中、小学复课闹革命的通知》。老三届毕业生分配不出去，新的学生进不了学校，怎么落实复课闹革命？这时候，国家必须就几百万老三届学生们毕业以后的出路尽快做出决定：怎么办？怎么办呢，原先有过“四个面向”的说法，那就是“面向农村，面向边获，面向工厂，面向基层”。但是，轰轰烈烈的文化大革命已经破坏了很多厂矿企业正常的生产秩序，有的地方还在进行武斗，企业处于半瘫痪状态，人浮于事现象极为普遗，根本不可能招收新的工人。即使是要招收工人的厂矿，名额也十分有限。于是乎，客观上四个面向就剩下了三个面向，那就是面向农村、边班、基层。而边班和偏远省份的基层，就是农场或是农村。
19. ↑  . 香港蘋果日報. 2008-06-05  [2020-12-01]. （原始内容存档于2020-11-30）.
20. ↑  王学典. . 《开放时代》. 2009, (6)  [2020-12-01]. （原始内容存档于2020-11-30）. 全文又轉載於：. 凤凰网文化. 2014-01-10  [2020-12-01]. （原始内容存档于2020-11-30）.
21. ↑  尹萍. . 遠見雜誌 (台灣). 1988-11-15（1988年12月號）  [2020-12-01]. （原始内容存档于2020-11-30）. 估計有兩、三億大陸人，在毫無心理準備的情況下，從螢光幕上看到這部充滿批判與自省、鞭策與激動意味的影片。（……）很多人立即動手，寫信、打電話甚至打電報給北平「中央電視台」，表示「激動、震撼和感慨」。他們當中，有學生、教師、工人，有老資格的共產黨員，也有軍隊裡的政治處主任。（……）這部影集確實有相當大的突破，它第一次用電視這種最大眾化的媒體，總結報告了改革派在經濟與文化上的觀點
22. ↑  崔文華 (编). . 文化藝術出版社. 1988年9月. 該章節分2部份公開於：. 河殇专题博客. 2007-01-01  [2020-12-01]. （原始内容存档于2020-11-30）.；. 河殇专题博客. 2007-01-01  [2020-12-01]. （原始内容存档于2020-11-30）.
23. ↑  邢福增. . 基督教時代論壇. 2009年6月1日  [2020-12-01]. （原始内容存档于2020-11-30）. 作者為香港中文大學崇基神學院副教授。

## 書目
大學史
- 北京大学编写组. . 北京出版社. 1979.

通史（中國出版）
- 赵和平; 徐海法. . 河南人民出版社. 1984.
- 学仁. . 东北师范大学出版社. 1988.
- 王水湘. . 1989.
- 上海市青运史研究会; 共青团上海市委青运史研究室 (编). . 學林出版社. 1995.
- 翟作君; 蒋志彥. . 学林出版社. 1996.

通史（外國出版）
- 岩村三千夫. . 日本: 世界評論社. 1949.